# Litochodelphax aliakmon
Litochodelphax aliakmon är en insektsart som beskrevs av Asche 1982. Litochodelphax aliakmon ingår i släktet Litochodelphax och familjen sporrstritar.
Artens utbredningsområde är Grekland. Inga underarter finns listade i Catalogue of Life.